# Martín Miguel de Güemes International Airport
Martín Miguel de Güemes International Airport (engelska: El Aybal Airport, franska: Aéroport international Martín Miguel de Güemes, tyska: Flughafen Martín Miguel de Güemes) är en flygplats i Argentina. Den ligger i den norra delen av landet, 1 300 km nordväst om huvudstaden Buenos Aires. Martín Miguel de Güemes International Airport ligger 1 246 meter över havet. Arean är 208 kvadratkilometer.
Terrängen runt Martín Miguel de Güemes International Airport är platt åt sydost, men åt nordväst är den kuperad. Terrängen runt Martín Miguel de Güemes International Airport sluttar österut. Runt Martín Miguel de Güemes International Airport är det ganska tätbefolkat, med 60 invånare per kvadratkilometer.. Närmaste större samhälle är Salta, 10,8 km nordost om Martín Miguel de Güemes International Airport. 
I omgivningarna runt Martín Miguel de Güemes International Airport växer i huvudsak lövfällande lövskog.